# فيفا كرة القدم 95

صورة من لعبة فيفا 95 قبل بداية المباراة

فيفا كرة القدم 95 (بالإنجليزية: FIFA Soccer 95)‏ ، هي لعبة فيديو إلكترونية من نوع رياضة كرة القدم ، أنتجها من قبل شركة إكستندد بلاي برودكشنز (إي آيه كندا حالياً) ، صدرت في الأسواق الأوروبية سنة 1995م ، حيث توفر المباريات والدوريات ، وكذلك ظهور إعادة البطيئة عند أي هجمة من اللاعبين ، بالإضافة إلى ظهور الدوريات العالمية.   

## المنتخبات العربية
ظهرت لعبة فيفا 95 عدد من المنتخبات العربية وهي:
- الجزائر
- مصر
- العراق
- المغرب
- قطر
- السعودية
- الإمارات العربية المتحدة